# Sebastian Faißt
Sebastian Faißt (ur. 7 marca 1988 w Aichhalden, zm. 3 marca 2009 w Szafuzie) – niemiecki piłkarz ręczny. Reprezentant młodzieżowej kadry U21 Niemiec.
Karierę z piłką ręczną rozpoczął w 1992 w klubie TV Alpirsbach, następnie od 2004 grał w zespole TuS Schutterwald. Od 2008 grał w niemieckiej Bundeslidze w drużynie TSV Bayer Dormagen.
3 marca 2009 podczas meczu Niemcy-Szwajcaria prowadził drużynę jako kapitan i zdobył bramkę. W 34. minucie stracił przytomność i mimo godzinnej reanimacji przez lekarza drużyny zmarł na miejscu. Sekcja zwłok wykazała, że przyczyną śmierci była niewydolność serca.